# Miloš Milošević
Miloš Milošević (Split, Croacia, 10 de mayo de 1972) es un nadador retirado especializado en pruebas de estilo mariposa. Fue campeón mundial en la prueba de 100 metros mariposa durante el Campeonato Mundial de Natación en Piscina Corta de 1993.
Representó a Croacia en los Juegos Olímpicos de Atlanta 1996 y Sídney 2000.

## Palmarés internacional
| Campeonato Mundial de Natación en Piscina Corta | Campeonato Mundial de Natación en Piscina Corta | Campeonato Mundial de Natación en Piscina Corta | Campeonato Mundial de Natación en Piscina Corta |
| Año                                             | Lugar                                           | Medalla                                         | Prueba                                          |
| ----------------------------------------------- | ----------------------------------------------- | ----------------------------------------------- | ----------------------------------------------- |
| 1993                                            | Palma de Mallorca (España)                      | Medalla de oro                                  | 100 m mariposa                                  |
| Campeonato Europeo de Natación                  |                                                 |                                                 |                                                 |
| Año                                             | Lugar                                           | Medalla                                         | Prueba                                          |
| 1993                                            | Sheffield (Reino Unido)                         | Medalla de bronce                               | 100 m mariposa                                  |
| 1999                                            | Estambul (Turquía)                              | Medalla de plata                                | 50 m mariposa                                   |